# Komisja Budżetowa Senatu Stanów Zjednoczonych

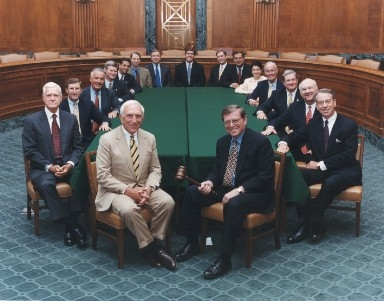
Komisja na posiedzeniu

Komisja Budżetowa Senatu Stanów Zjednoczonych (ang. United States Senate Committee on the Budget) – jedna z najważniejszych i najbardziej wpływowych komisji Senatu. Ponieważ to Kongres decyduje o ostatecznym kształcie federalnego budżetu, co ma ogromne znaczenie dla polityki państwa we wszystkich dziedzinach. Czyni to członków komisji, która decyduje o możliwości „ukręcenia spraw w komisji” lub dopuszczeniu jej, nadzoruje wszelkie związane z budżetem legislacje, oraz zatwierdza wstępnie nominacje kandydatów na związane z nim stanowiska, mogąc dopuścić lub nie do głosowania, jednymi z najwpływowszych ludzi, na czele z przewodniczącym, w tej dziedzinie.

## Obecni członkowie (110. Kongres)

### Większośćdemokratyczna

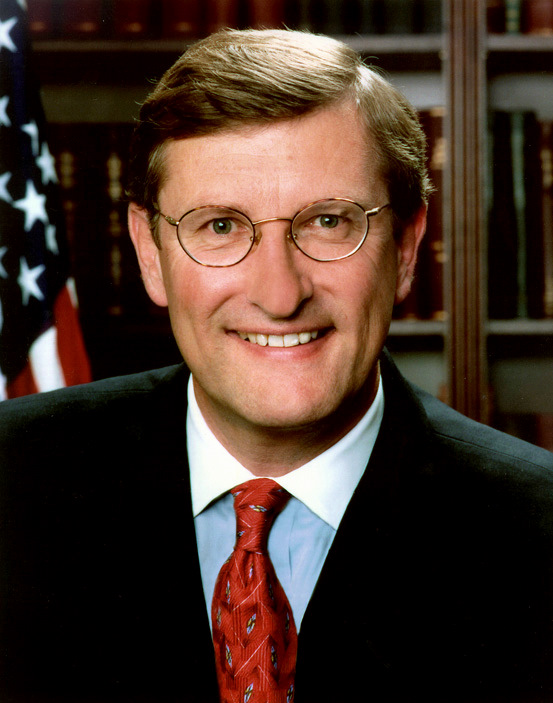
Kent Conrad (Dakota Północna) – przewodniczący

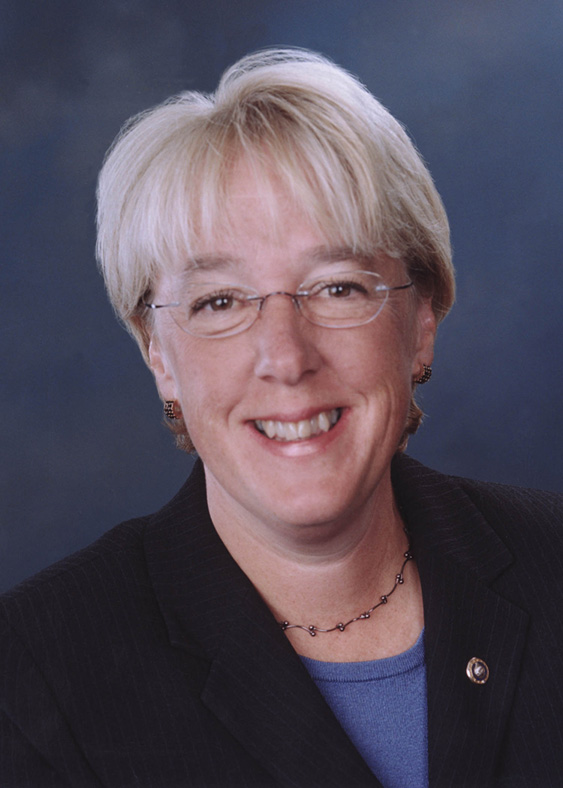
Patty Murray (Waszyngton)
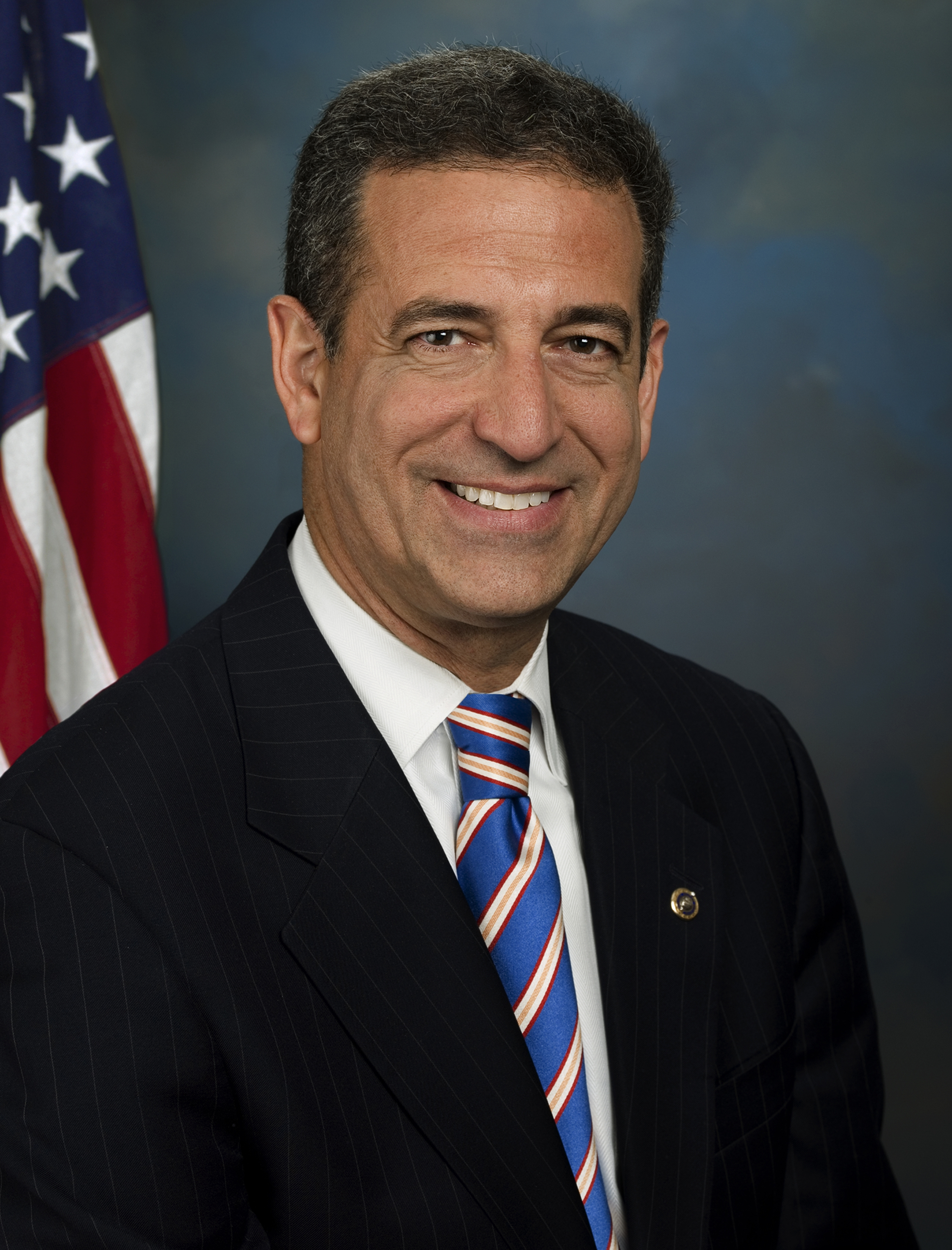
Russ Feingold (Wisconsin)
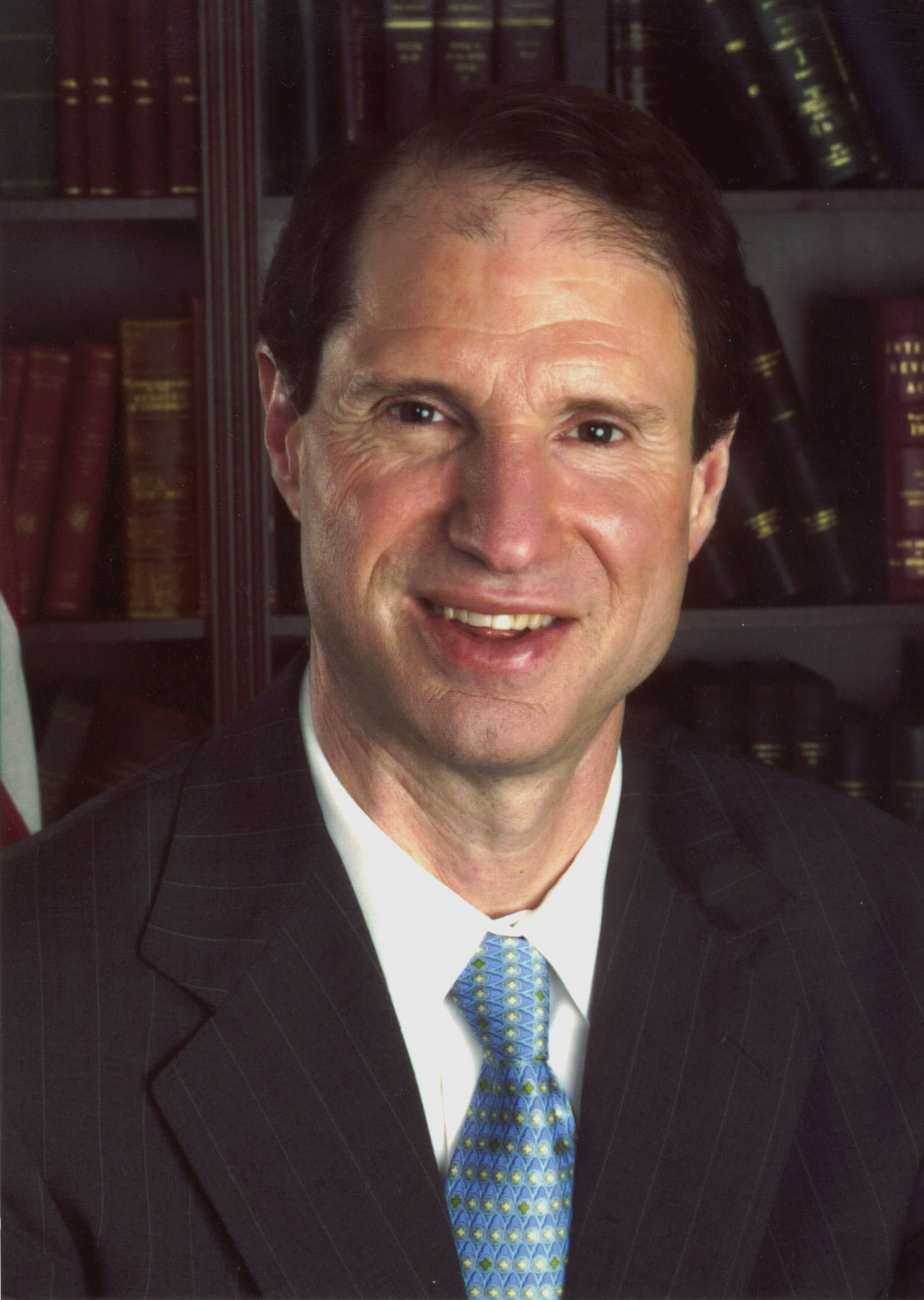
Ron Wyden (Oregon)
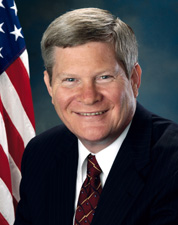
Tim Johnson (Dakota Południowa)
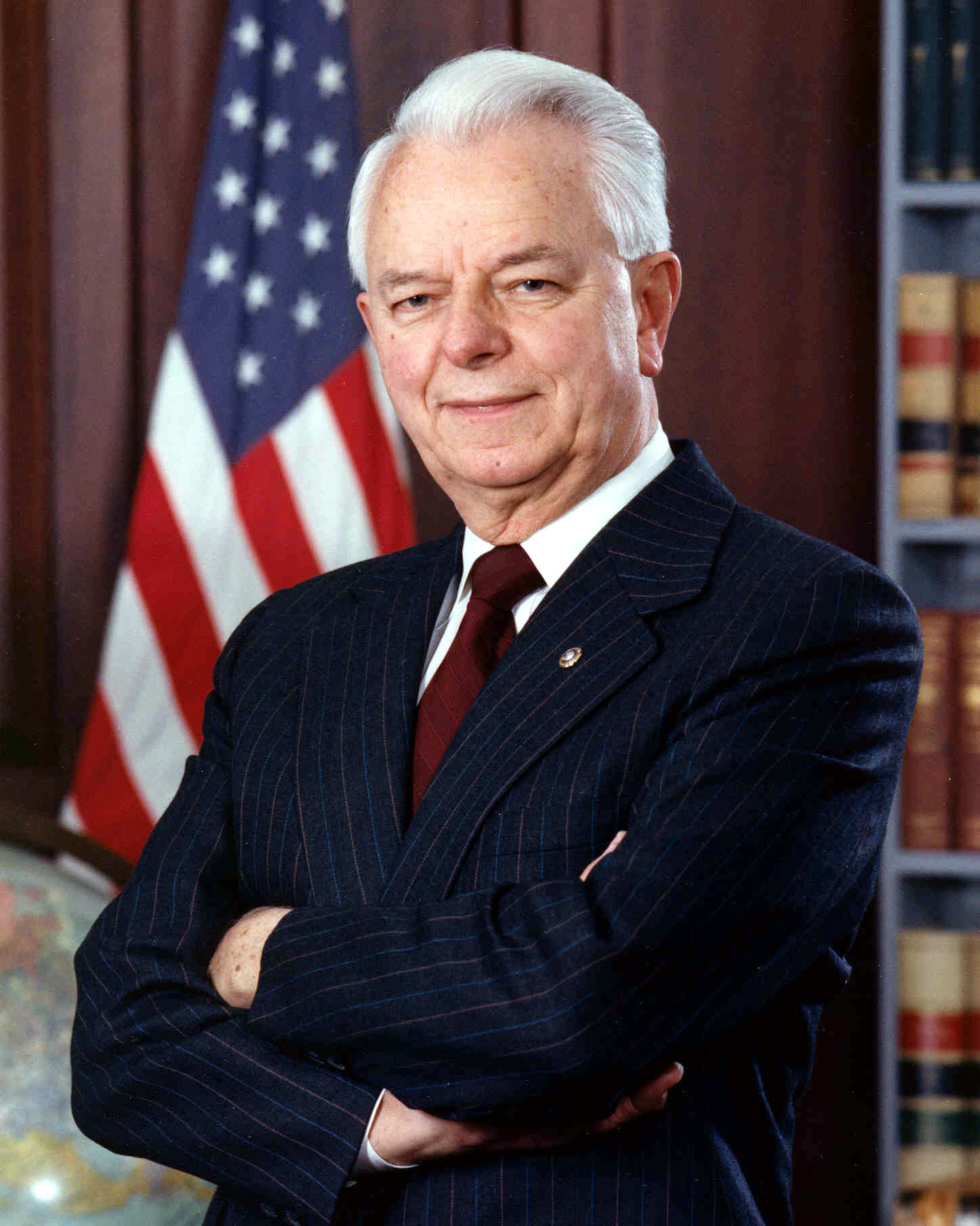
Robert Byrd (Wirginia Zachodnia)
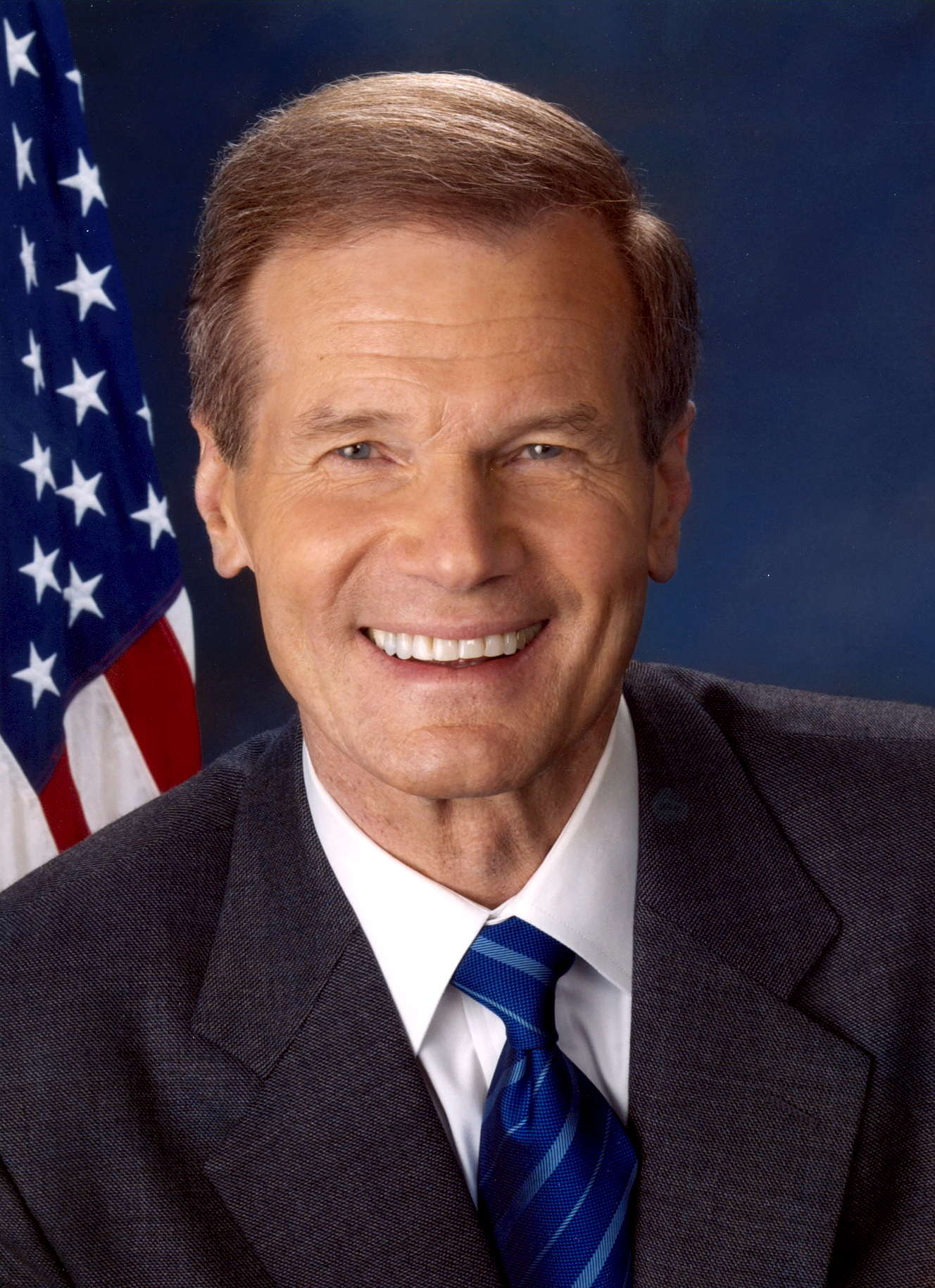
Bill Nelson (Floryda)
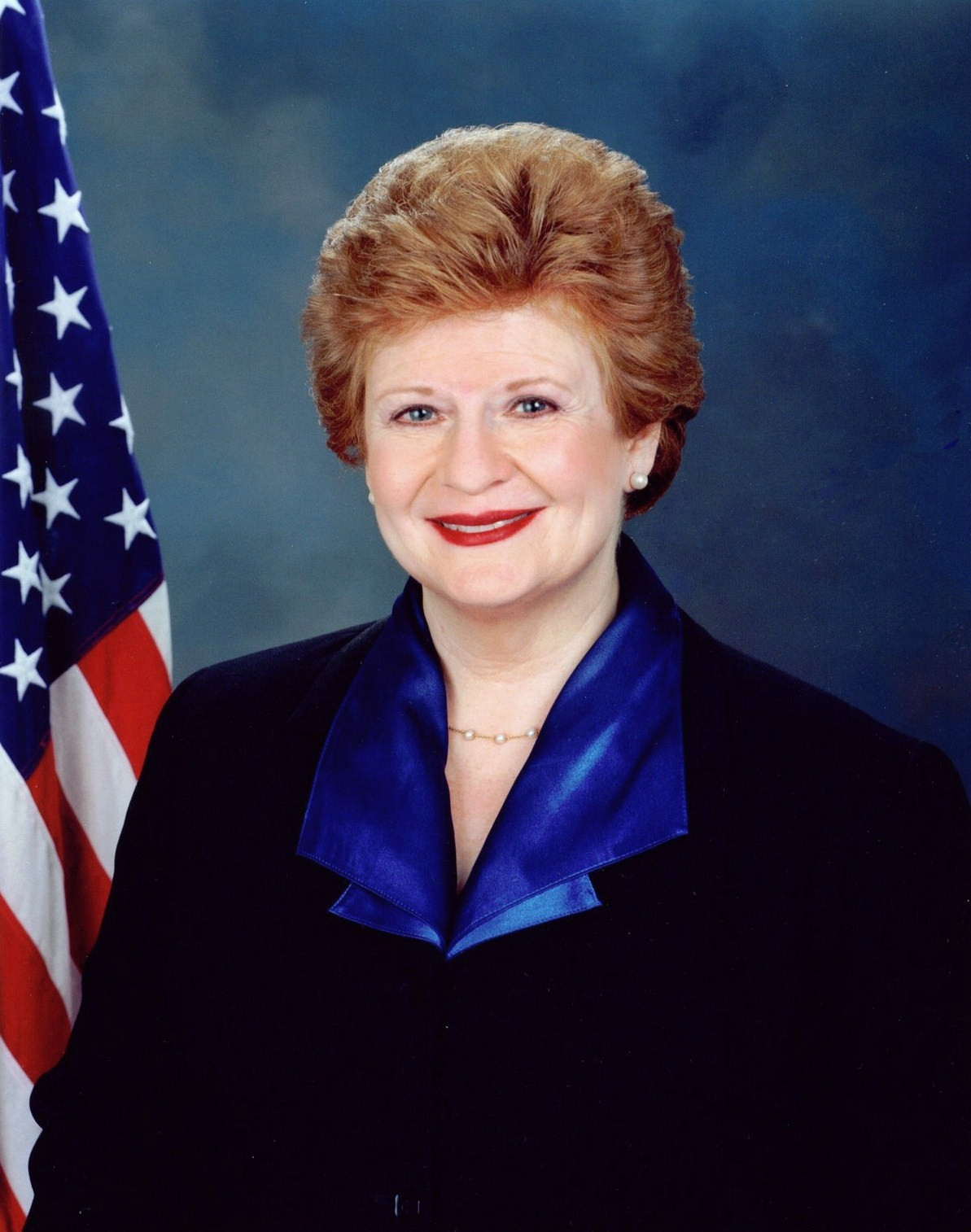
Debbie Stabenow (Michigan)
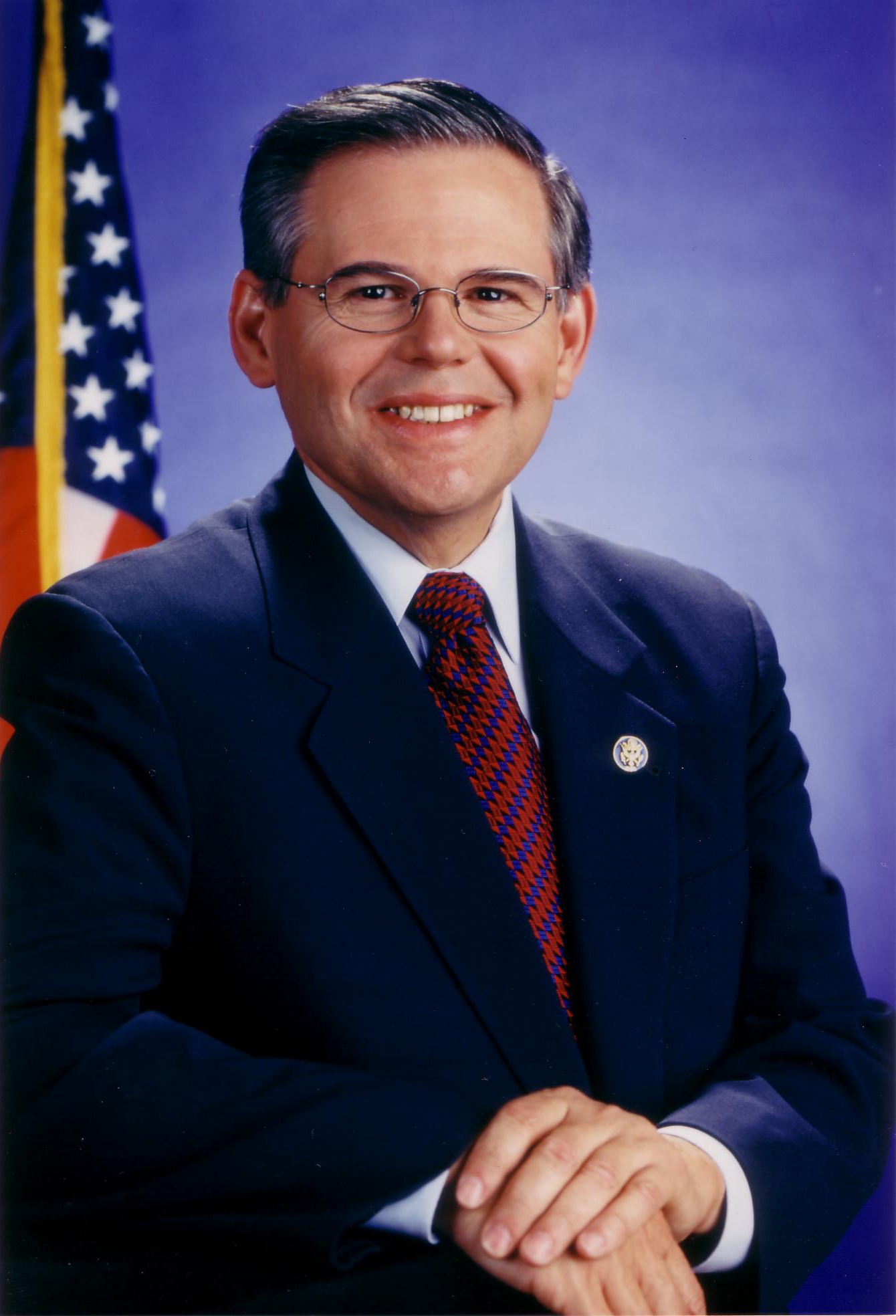
Robert Menendez (New Jersey)
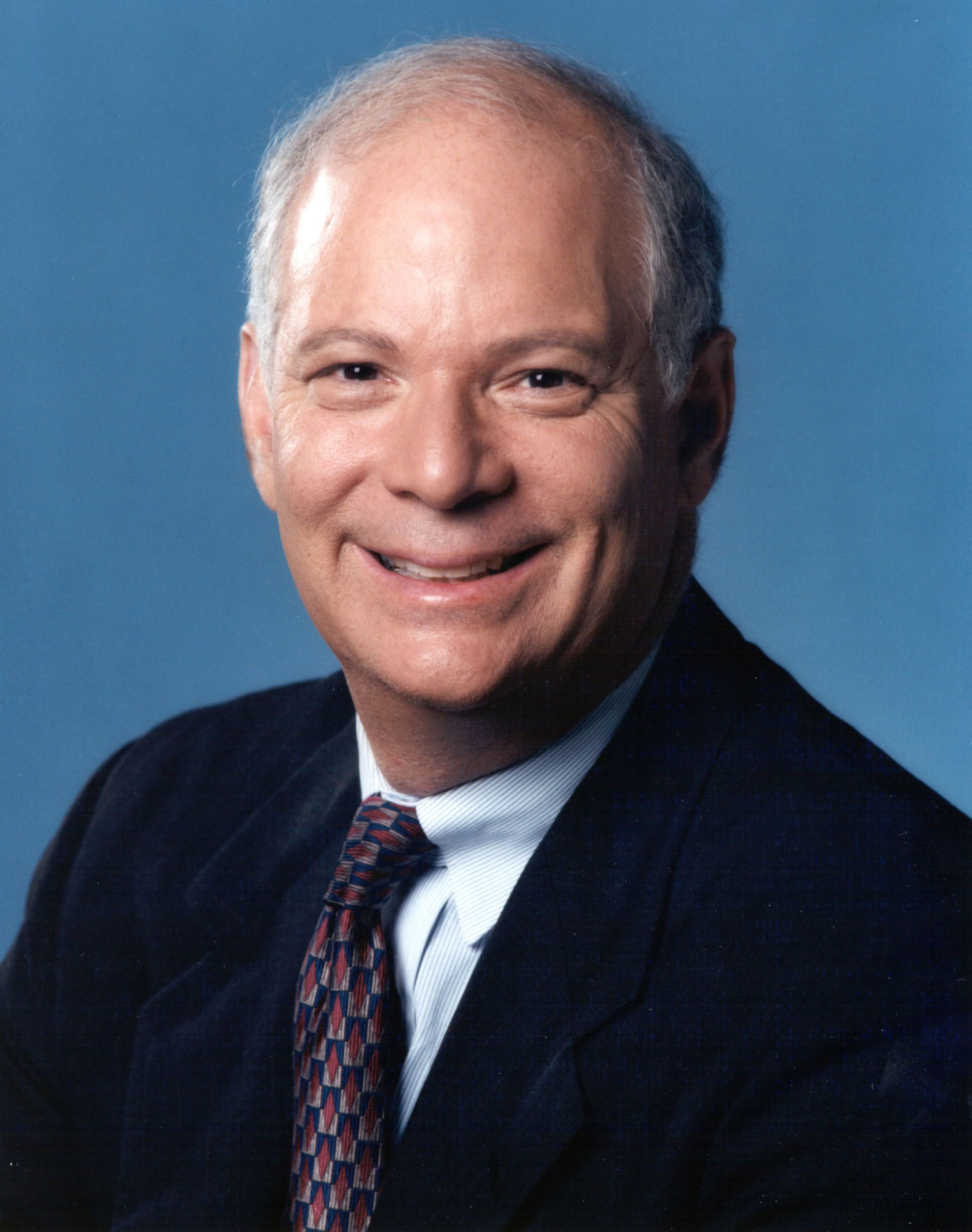
Ben Cardin (Maryland)
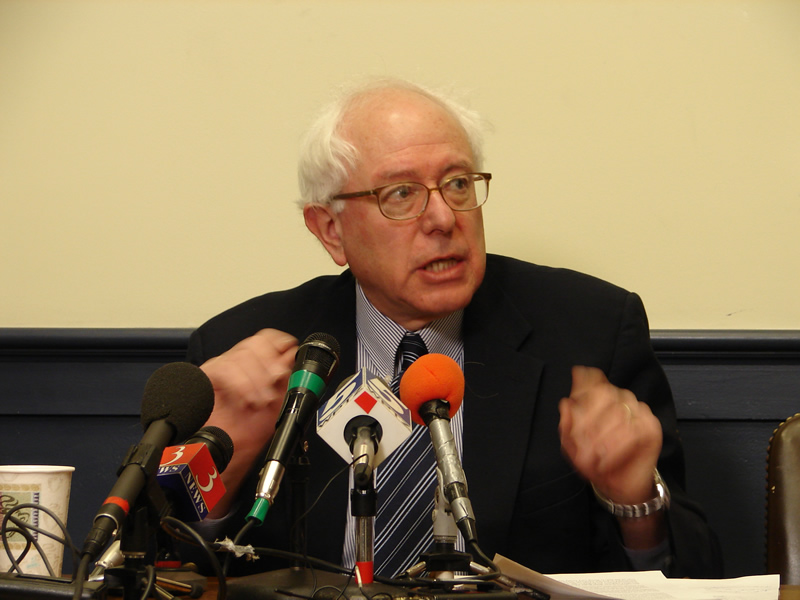
Bernie Sanders (Vermont)
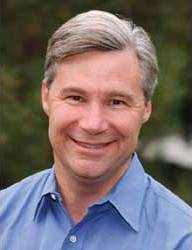
Sheldon Whitehouse (Rhode Island)

Notka: Sanders jest senatorem niezależnym, ale stowarzyszonym z demokratami

### Mniejszośćrepublikańska

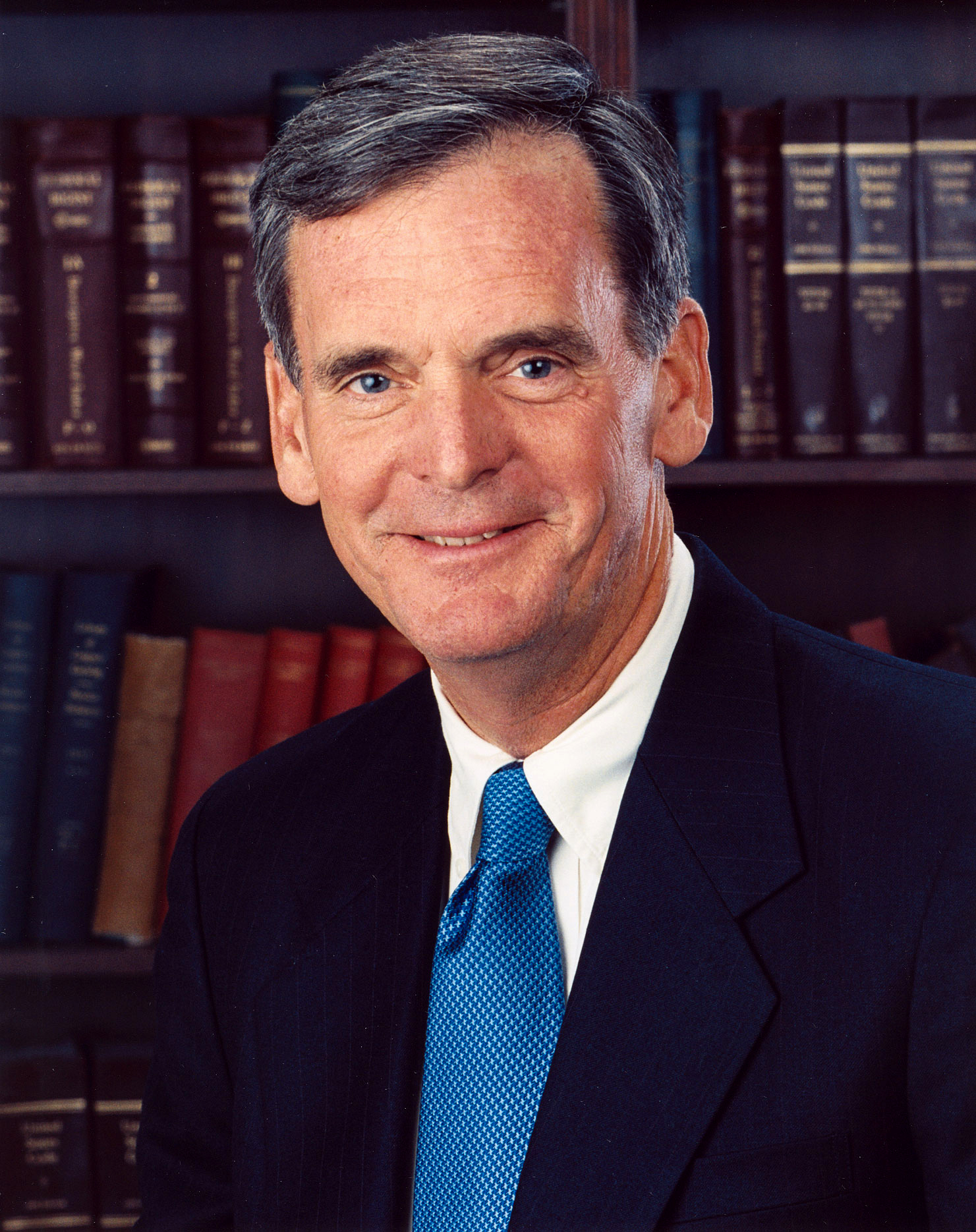
Judd Gregg (New Hampshire) – lider mniejszości

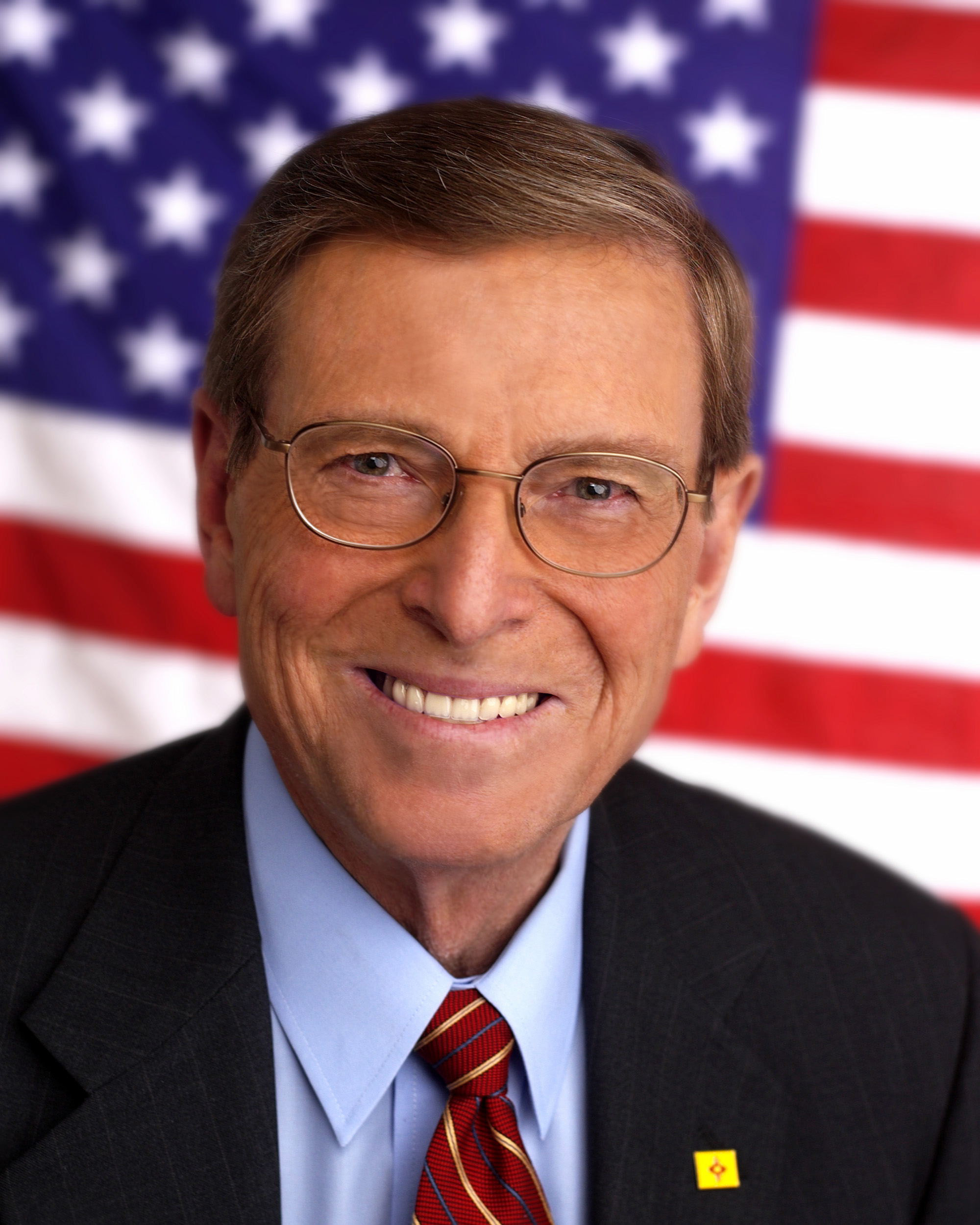
Pete Domenici (Nowy Meksyk)
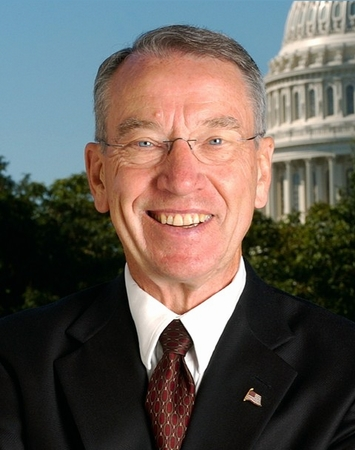
Chuck Grassley (Iowa)
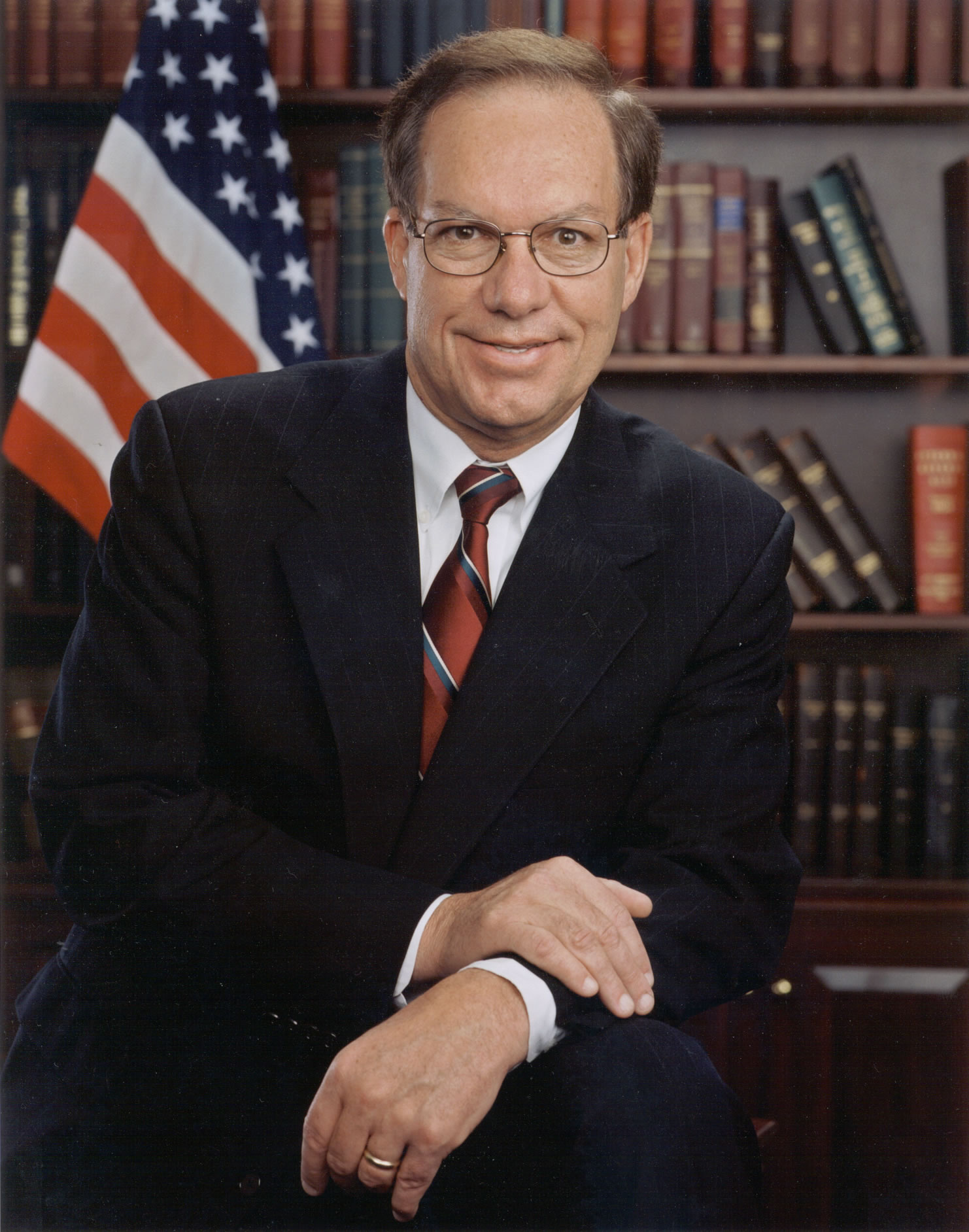
Wayne Allard (Kolorado)
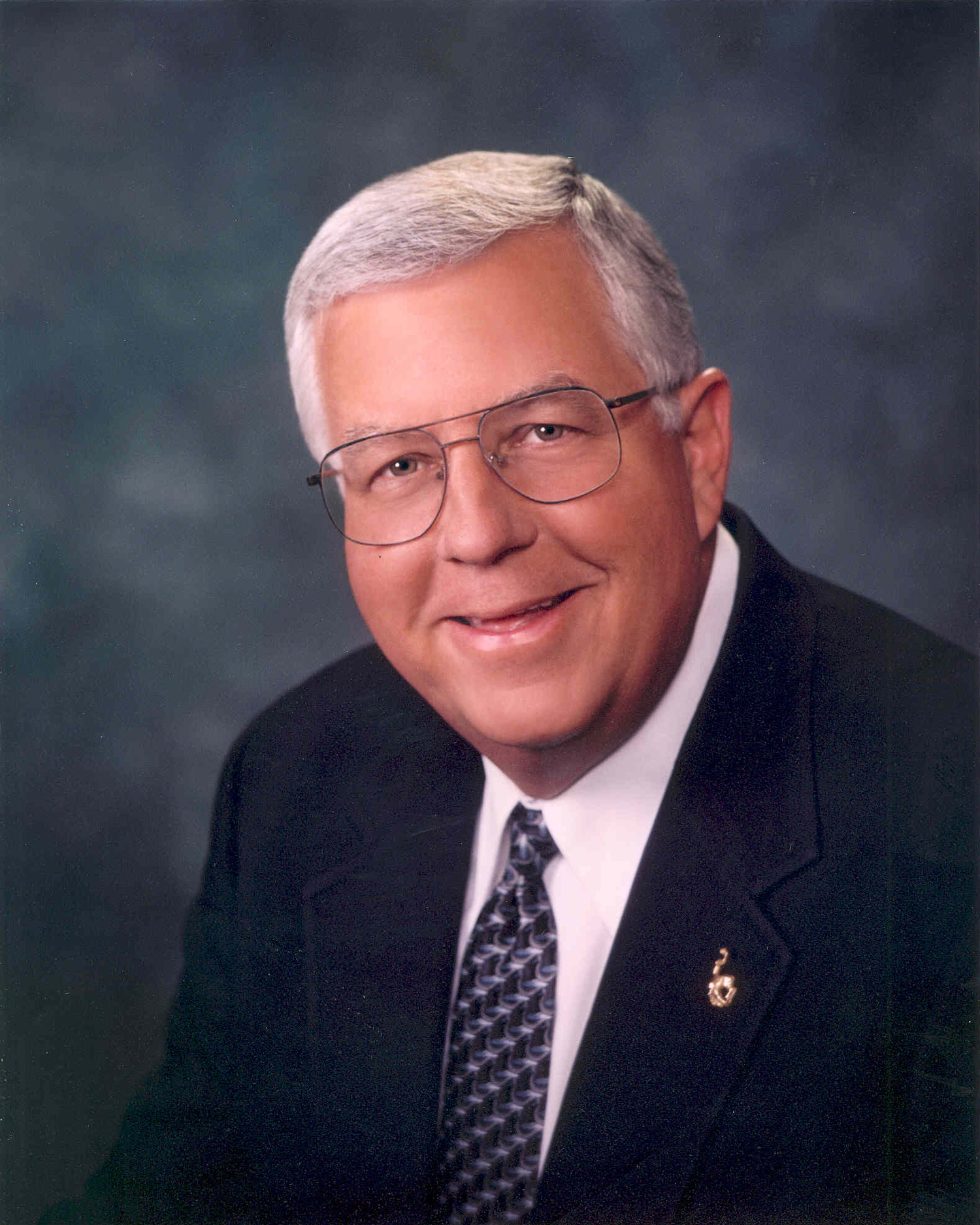
Mike Enzi (Wyoming)
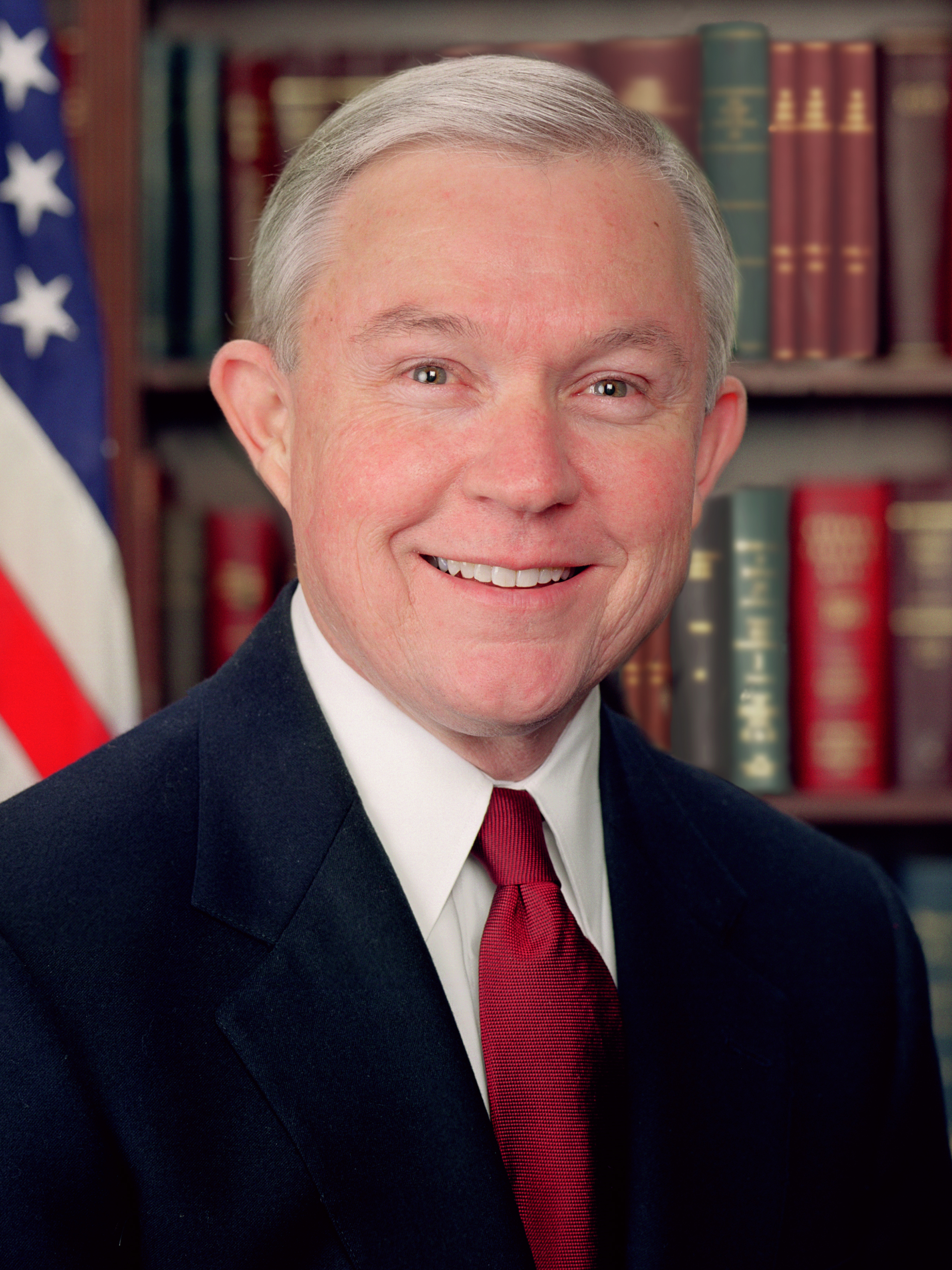
Jeff Sessions (Alabama)
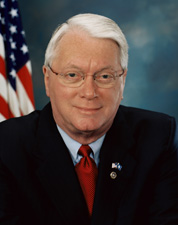
Jim Bunning (Kentucky)
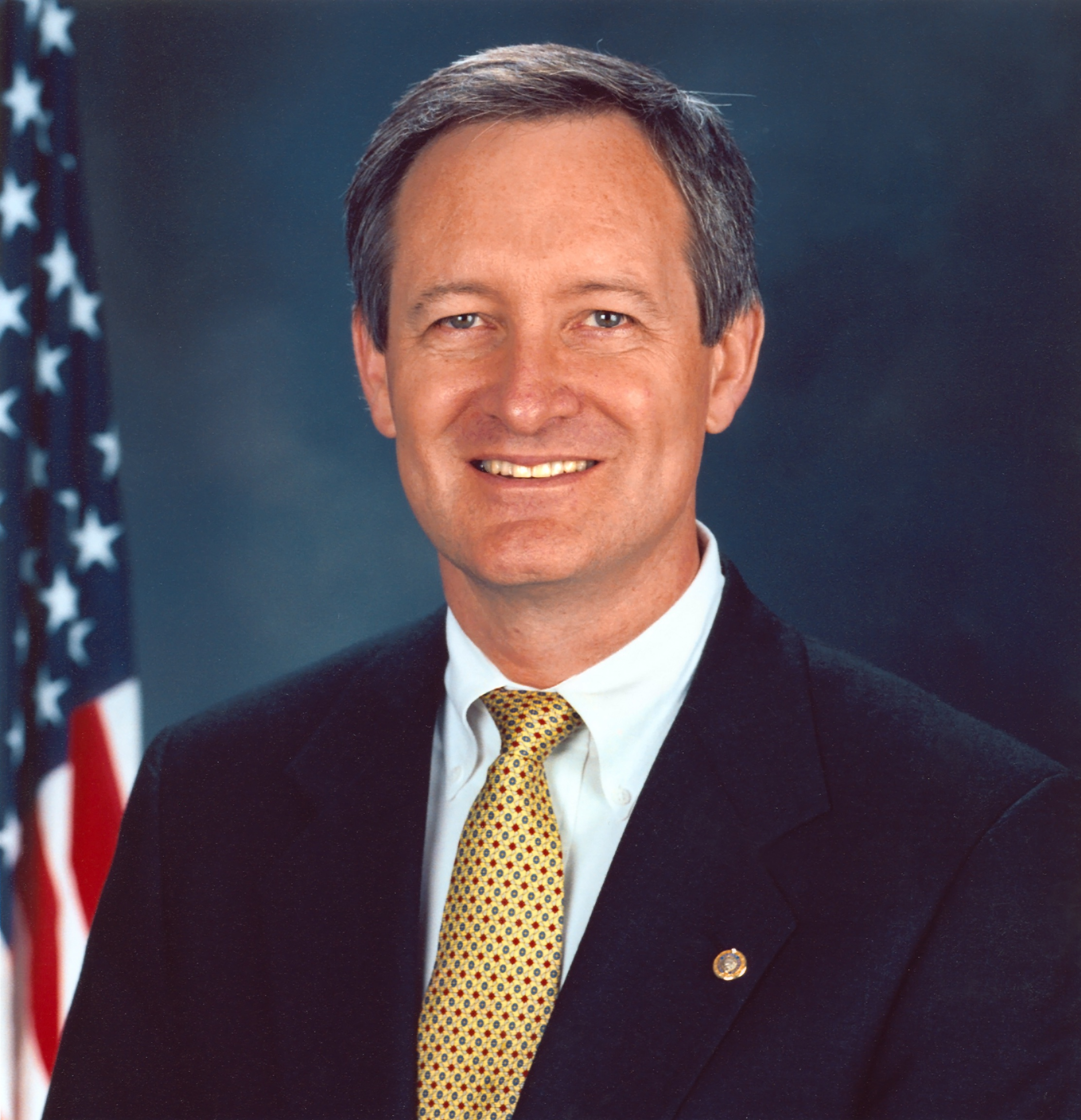
Mike Crapo (Idaho)
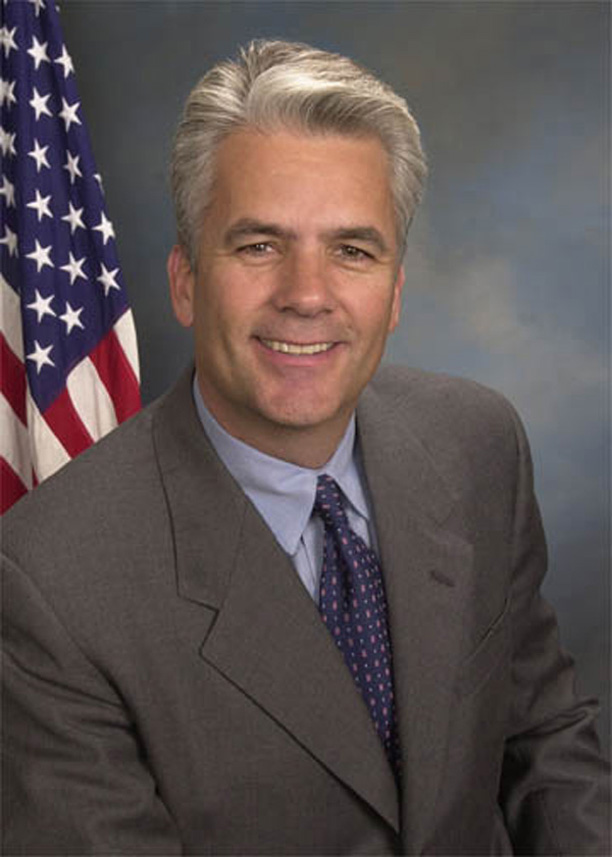
John Ensign (Nevada)
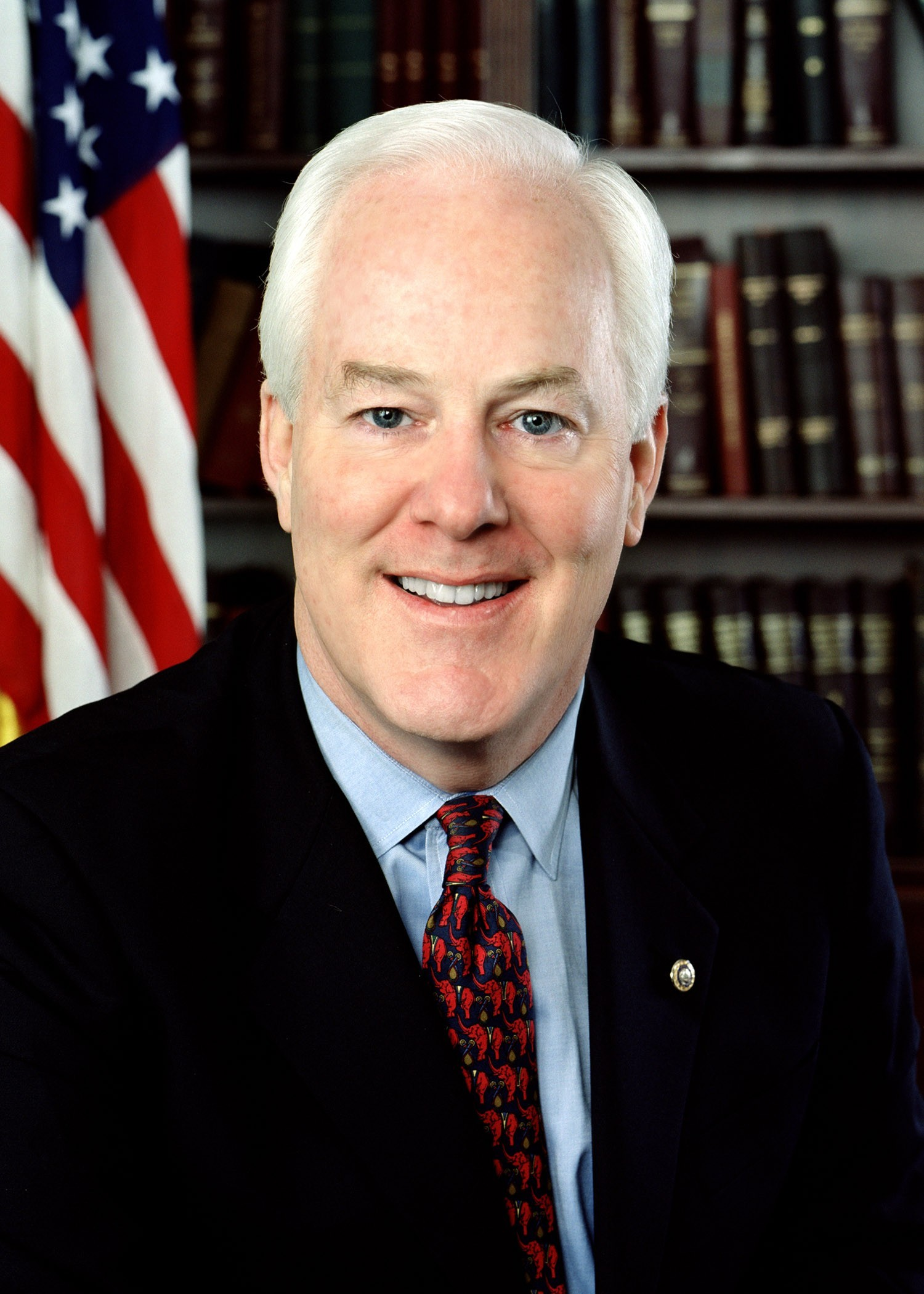
John Cornyn (Teksas)
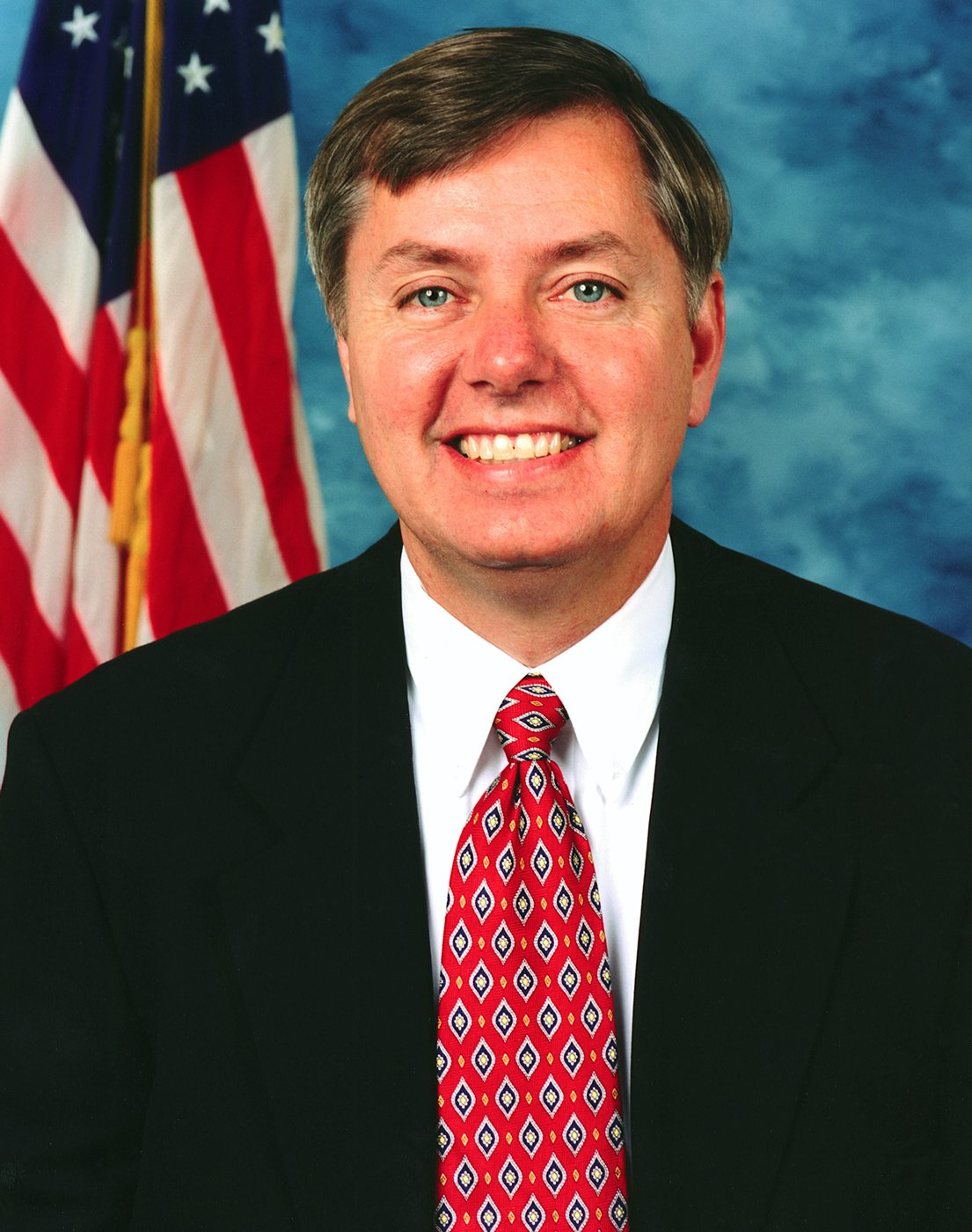
Lindsey Graham (Karolina Południowa)

## Lista przewodniczących
Komitet ustanowiono w 1974 roku.
| Przewodniczący     | Partia       | Stan                | Urzędowanie                        |
| ------------------ | ------------ | ------------------- | ---------------------------------- |
| Edmund Muskie      | Demokrata    | Maine               | 1975 – 1980                        |
| Ernest F. Hollings | Demokrata    | Karolina Południowa | 1980 – 1981                        |
| Pete V. Domenici   | Republikanin | Nowy Meksyk         | 1981 – 1987                        |
| Lawton M. Chiles   | Demokrata    | Floryda             | 1987 – 1989                        |
| James R. Sasser    | Demokrata    | Tennessee           | 1989 – 1995                        |
| Pete V. Domenici   | Republikanin | Nowy Meksyk         | 1995 – 3 stycznia 2001             |
| Kent Conrad        | Demokrata    | Dakota Północna     | 3 stycznia 2001 – 20 stycznia 2001 |
| Pete V. Domenici   | Republikanin | Nowy Meksyk         | 20 stycznia 2001 – 21 czerwca 2001 |
| Kent Conrad        | Demokrata    | Dakota Północna     | 21 czerwca 2001 – 2003             |
| Donald L. Nickles  | Republikanin | Oklahoma            | 2003 – 2005                        |
| Judd Gregg         | Republikanin | New Hampshire       | 2005 – 2007                        |
| Kent Conrad        | Demokrata    | Dakota Północna     | od 2007                            |